# Moira
Moira  è un nome proprio di persona italiano femminile.

## Varianti in altre lingue
- Irlandese: Moira[2][4][5][6], Moyra[2][4][5]
- Scozzese: Moira[4], Moyra[4]

## Origine e diffusione

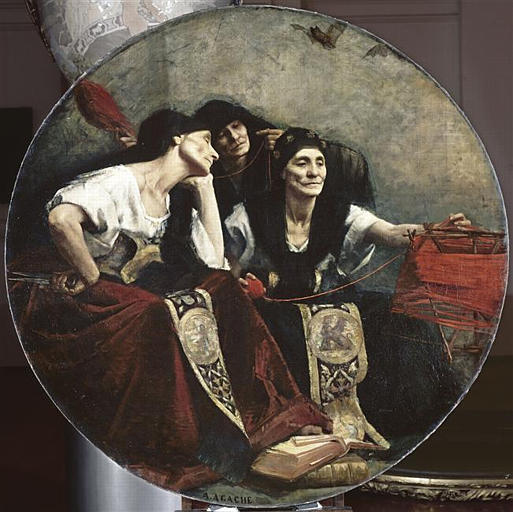
Le tre Moire in un dipinto di Alfred Agache

Riprende il nome delle Moire, le tre figure che nella mitologia greca personificavano il destino; etimologicamente, il loro nome risale al greco antico μοῖρα (moira), che significa per l'appunto "sorte", "destino" (originariamente "porzione", "parte", mentre il significato di "destino" derivato dal senso di "parte assegnata a ciascuno"). Nei paesi anglofoni questo nome coincide anche con Moira, una forma anglicizzata di Máire, a sua volta la forma irlandese del nome Maria.
In Italia il nome Moira ha scarsissima diffusione, attestandosi nel Nord e in Toscana; il suo utilizzo è dovuto principalmente alla fama della celebre regina del circo italiana Moira Orfei, nonché a quella dell'attrice scozzese Moira Shearer.

## Onomastico
Il nome è adespota, non essendo portato da alcuna santa; l'onomastico può essere festeggiato il 1º novembre, il giorno di Ognissanti.

## Persone
- Moira Cameron, militare britannica

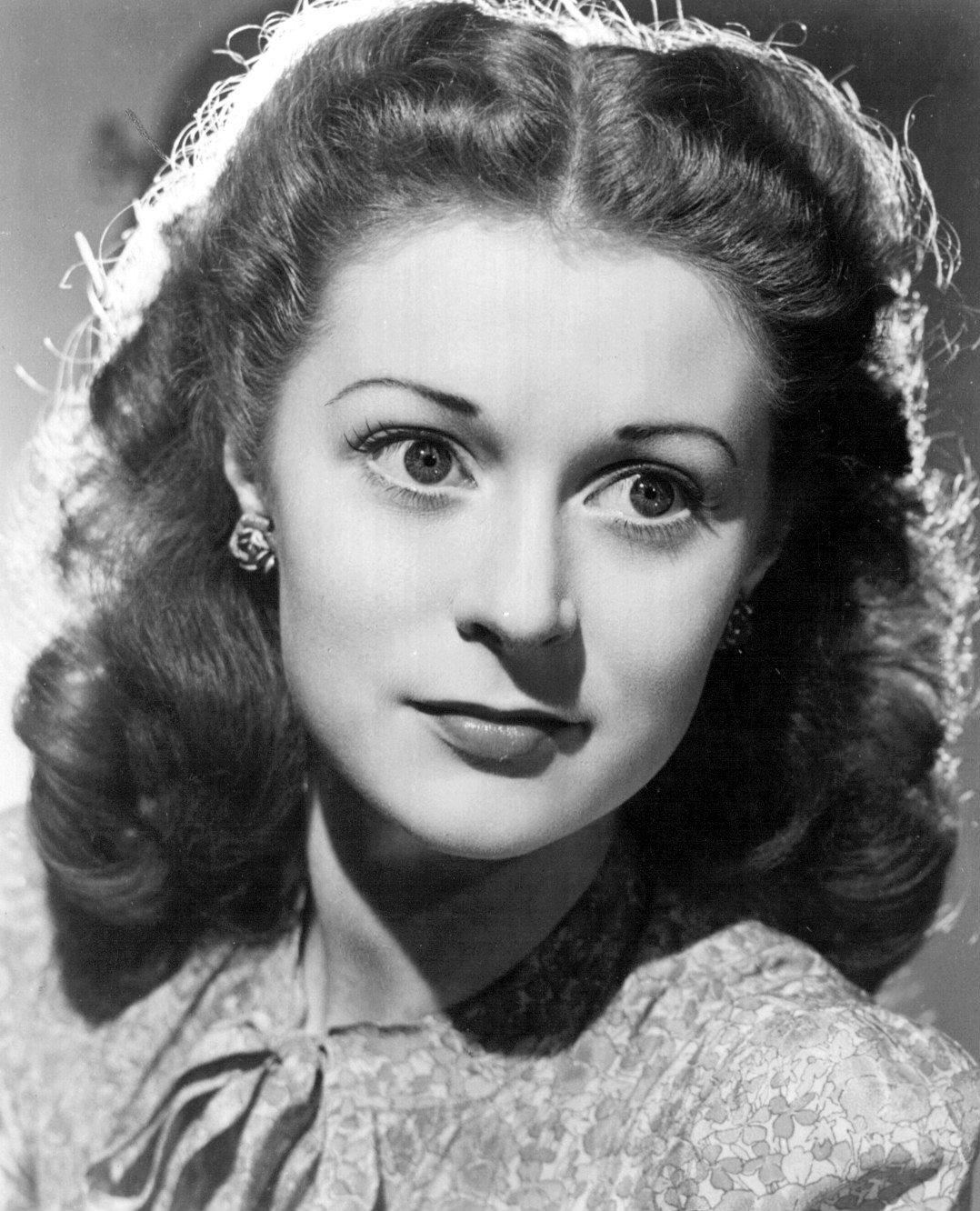
Moira Shearer

- Moira Dela Torre, cantante filippina
- Moira Harris, attrice statunitense
- Moira Kelly, attrice statunitense
- Moira Lister, attrice e scrittrice sudafricana
- Moira Orfei, circense e attrice italiana
- Moira Shearer, attrice e ballerina scozzese

## Il nome nelle arti
- Moira è un personaggio della serie televisiva The L Word.
- Moira Strand è un personaggio della serie televisiva The handmaid's tale interpretato da Samira Wiley
- Moira Doyle è un personaggio della serie televisiva Le sorelle McLeod.
- Moira O'Hara è un personaggio della serie televisiva American Horror Story.
- Moira Sullivan è un personaggio della serie televisiva Smallville.
- Moira è un personaggio del videogioco BioShock.
- Moira Davidson è un personaggio del film del 1959 di Stanley Kramer L'ultima spiaggia.
- Moira detta "La tigre del ribaltabile" è un personaggio del film del 1989 Fratelli d'Italia.
- Moira è un personaggio del film erotico Tra(sgre)dire.
- Moira Banning è un personaggio del film del 1991 di Steven Spielberg Hook - Capitan Uncino.
- Moira Pettigrew è un personaggio del film del 1999 di Hugh Hudson La mia vita fino ad oggi.
- Moira Chen è il nome con cui è stata occasionalmente accreditata Laura Gemser, attrice cinematografica, costumista e modella italiana di origine indonesiana.
- Moira MacTaggert è un personaggio immaginario dei fumetti Marvel.
- Moira Nicholson è un personaggio del romanzo giallo Perché non l'hanno chiesto a Evans?, di Agatha Christie.
- Moira O'Deorain è un personaggio del videogioco Overwatch.
- Moira Queen è un personaggio dei fumetti DC Comics.
- Moira Thaurissan è un personaggio dell'universo di Warcraft.